# Karabin maszynowy Parabellum

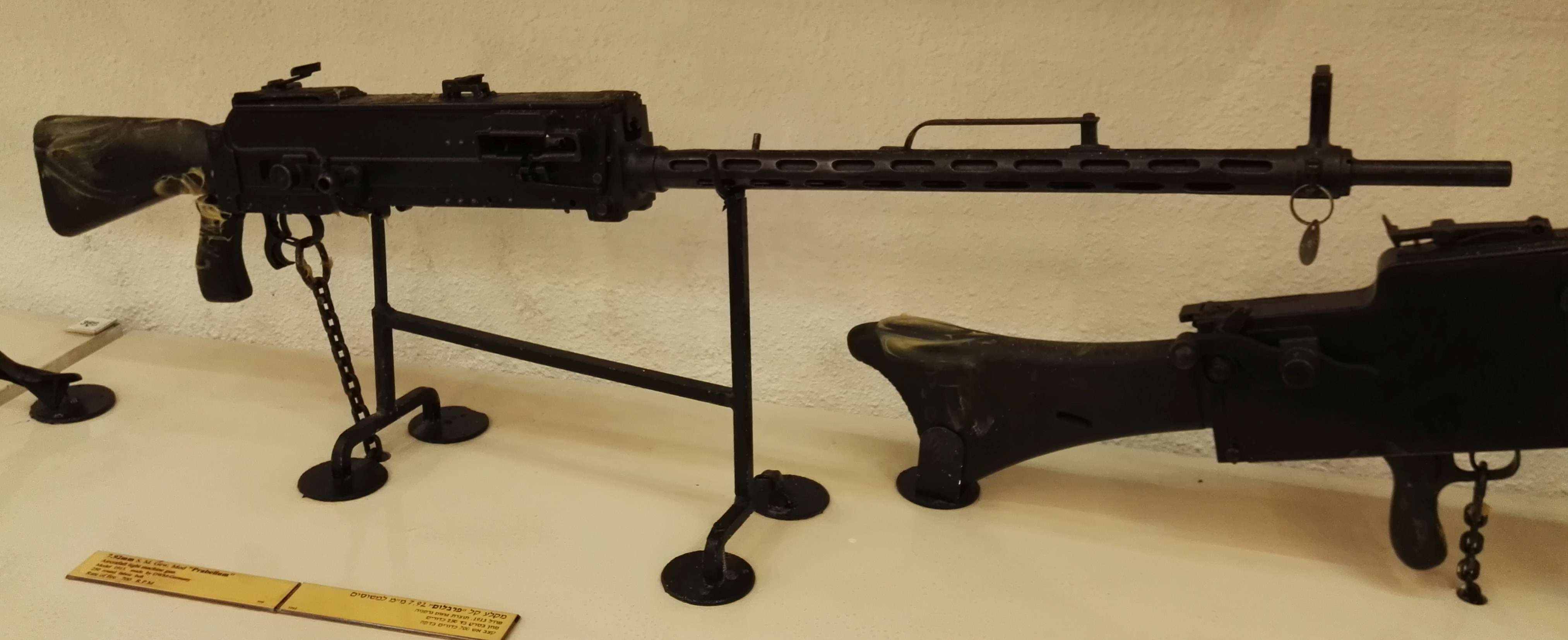
LMG 14/17

Karabin maszynowy Parabellum, Parabellum MG 14, niem. Maschinengewehr 14 „Parabellum” 7,9 mm Kaliber – niemiecki karabin maszynowy, wersja km-u Maxima, przystosowany do użycia na sterowcach i samolotach w czasie I wojny światowej. Był to najlżejszy ze wszystkich Maximów i pierwszy karabin maszynowy efektywnie wykorzystywany z synchronizatorem. Pierwsza wersja chłodzona wodą nosiła oznaczenie MG 13.

## Historia
W 1909 Deutsche Waffen- und Munitionsfabriken (DWM) otrzymało zlecenie stworzenia lżejszej wersji karabinu MG 08, nadal chłodzonej wodą. Przewidywano początkowo jego użycie dla sterowców i patroli kawaleryjskich. Zadania tego podjął się w 1911 Karl Heinemann. Broń działała, jak wszystkie Maximy, w oparciu o krótki odrzut lufy, ale Heinemann tak odwrócił kierunek działania kolankowo-dźwigniowego mechanizmu Maxima, że dźwignia „łamała” się w górę, a nie w dół (podobnie uczynili Brytyjczycy w karabinach Vickersa), dzięki czemu mógł skrócić komorę zamkową. Sprężynę powrotną oparł bezpośrednio o mechanizm dźwigniowy, przekonstruował mechanizm podawania nabojów, wprowadzając łapkę napędzaną przez zamek, w miejsce ruchu samego zamka, oraz przyspieszył wprowadzanie kolejnego naboju, wprowadzając krzywki, które wymuszały ruch lufy do przodu, zanim jeszcze zamek osiągnął koniec drogi do tyłu. Dzięki temu broń ważyła 11 kg pusta, a 12,8 kg z pełnym płaszczem wodnym lufy i miała szybkostrzelność 700 strz./min, prawie dwa razy tyle co zwykły MG 08 (ważący ponad 21 kg).
Pierwotnie karabin Parabellum wszedł do uzbrojenia sterowców w wersji MG 13 z lufą chłodzoną wodą – obawiano się nadmiernie rozgrzanych luf w miejscu, gdzie ulatniał się łatwopalny wodór. Samoloty używały wersji LMG 14, chłodzonej powietrzem (początkowe „L” oznaczało tutaj najprawdopodobniej Luft – lotniczy, aczkolwiek według innej wersji, mogło ono oznaczać luftgekuhlt – chłodzony powietrzem, i być pisane od małej litery – lMG). Odznaczała się ona perforowaną blaszaną osłoną lufy o dość dużej średnicy, jednakże mniejszej, niż w MG 08 (wizualnie stanowiła przedłużenie komory zamkowej). Pierwsze km-y Parabellum trafiły do prowizorycznego zainstalowania na samolotach Aviatik w styczniu 1915 – na wiosnę tego roku były już seryjnie montowane na nowych dwumiejscowych maszynach niemieckich. Ruchomy LMG 14 na obrotnicy stał się typowym uzbrojeniem strzelców-obserwatorów na maszynach wielomiejscowych. LMG 14 zastosowano też po raz pierwszy do testów zsynchronizowanego karabinu maszynowego pilota na pierwszej grupie samolotów Fokker E.I w maju 1915, jednakże w tej roli na seryjnych samolotach został szybko wyparty przez lotniczą wersję karabinu MG 08: lMG 08, następnie LMG 08/15. Karabiny maszynowe Parabellum były też montowane w niewielkiej liczbie na górnym skrzydle na wczesnych samolotach rozpoznawczych, strzelając na wprost ponad kręgiem śmigła.
W 1916 rozwiązano też problem dosyłania amunicji, wprowadzając w miejsce dotychczasowych nieporęcznych skrzynek bębny napinane sprężyną, na które nawinięta była taśma o pojemności 250 naboi. Taśmowe zasilanie Parabellum nieco utrudniało jego użycie jako km-u obserwatora, w szczególności nieporęczne były wersje zdwojone, które musiały być przesunięte względem siebie, by bębny nie nachodziły na siebie, a taśma do lewego karabinu musiała przechodzić nad prawym (karabin był zasilany wyłącznie z prawej strony). W 1917 wprowadzono jeszcze lżejszą wersję, LMG 14/17, z wąską perforowaną osłoną lufy, w miejsce wcześniejszej, szerokiej (ważyła 9,5 kg). Lekkość i szybkostrzelność km Parabellum były wielkimi zaletami jako broni obserwatorów i przemysł niemiecki nie mógł nadążyć z dostarczaniem ich wystarczającej liczby.
Niewielka liczba MG 13 była także używana przez piechotę pod koniec wojny, zwłaszcza niemieckie oddziały szturmowe, ze względu na poręczność (najprawdopodobniej były to karabiny pochodzące z zapasów dla sterowców).

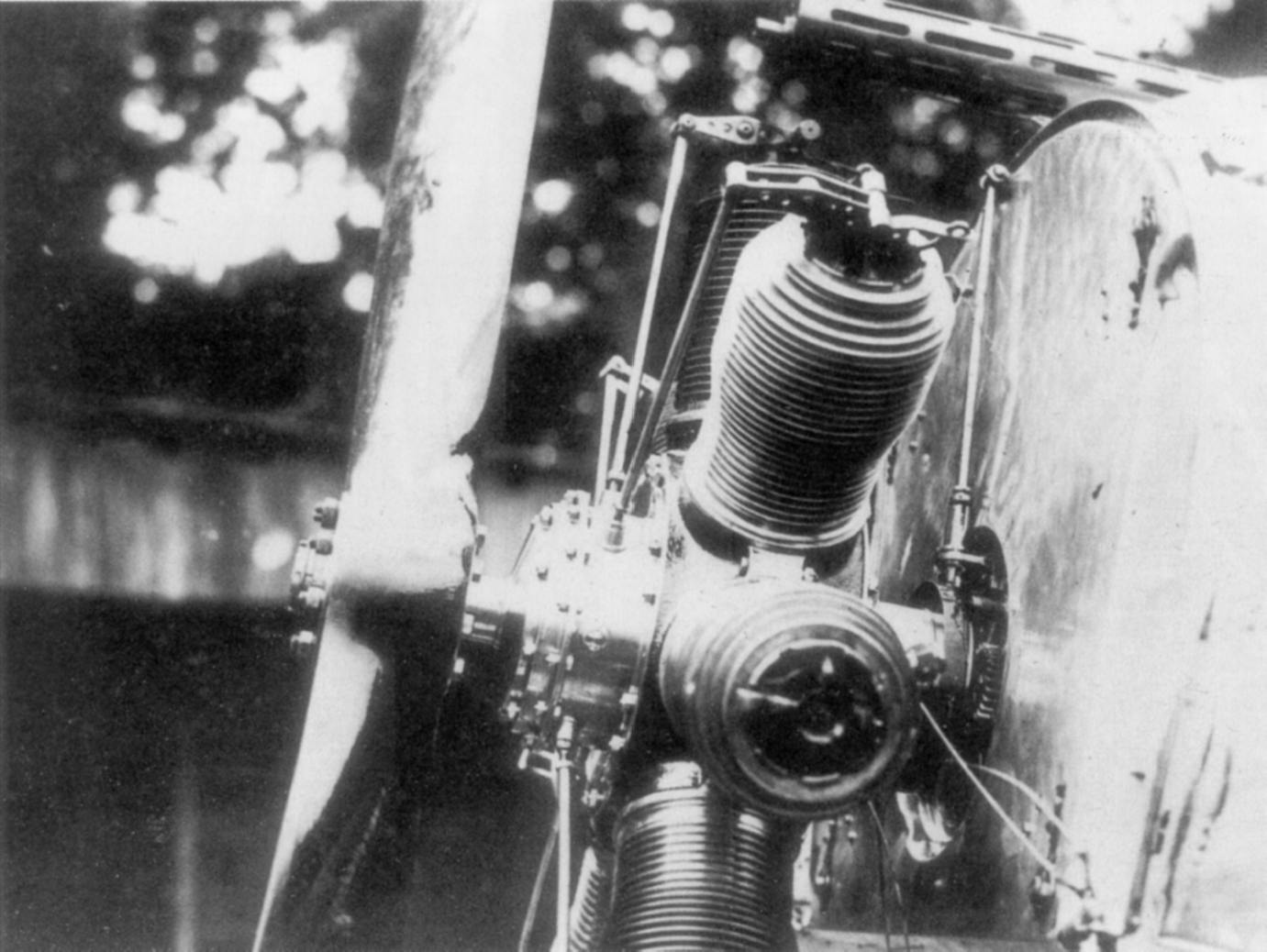
Silnik Fokkera E.I; za cylindrami widoczna dźwignia przerywacza (synchronizatora), wyżej lufa MG 14
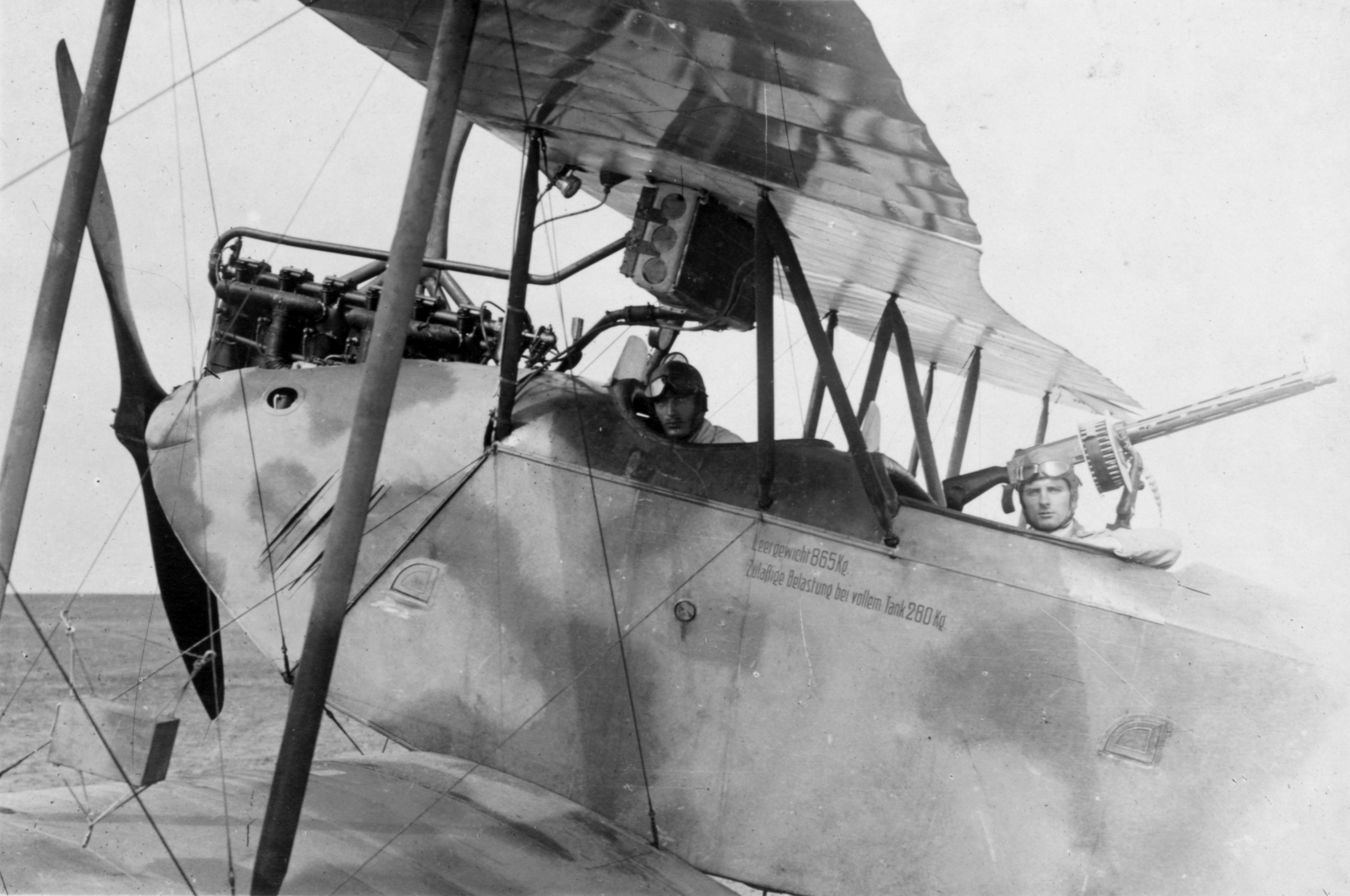
Km Parabellum obserwatora na samolocie AEG C.IV; wyraźnie widoczny bęben z nawiniętą taśmą amunicyjną
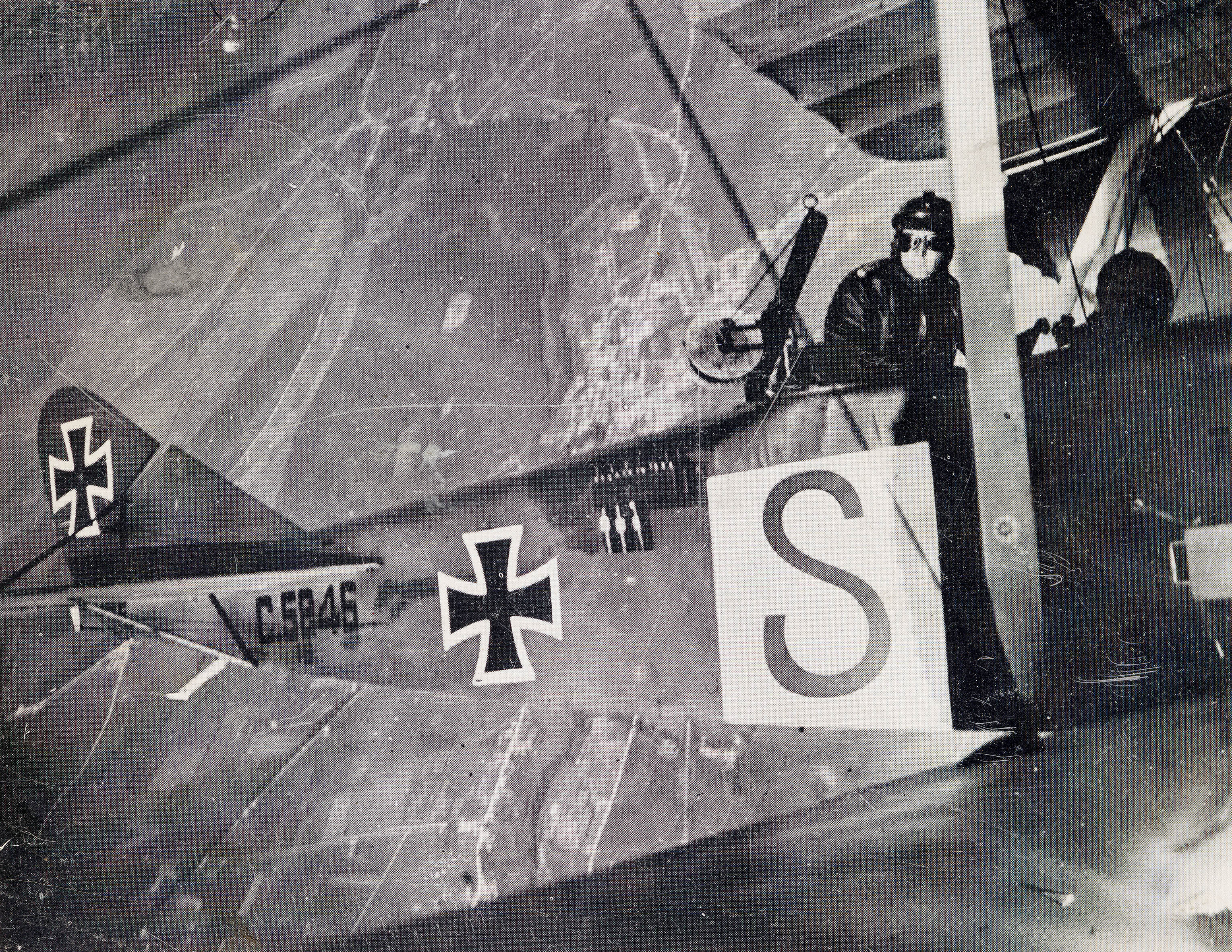
Obserwator z km Parabellum na samolocie DFW C.V